# Santa Maria do Oeste
Santa Maria do Oeste è un comune del Brasile nello Stato del Paraná, parte della mesoregione del Centro-Sul Paranaense e della microregione di Pitanga. Si trova a 360 km dalla capitale dello Stato Curitiba.